# José Gallel
José Gallel Beltrán (Valencia, 4 de noviembre de 1825-Valencia, 6 de marzo de 1887) fue un pintor y escenógrafo español.

## Biografía
Nació en Valencia en 1825, en el seno de una familia de pobres artesanos. Se formó en la Real Academia de Bellas Artes de San Carlos, donde alcanzó siempre los primeros premios durante los estudios. En 1843, se le concedieron dos pensiones, una por iniciativa de la reina María Cristina y otra que ganó en oposiciones públicas.
En la Exposición de Bellas Artes que se celebró en su ciudad natal en 1855, presentó un Asunto histórico de San Vicente, original al óleo; San Vicente predicando, copia, y cinco paisitos originales. «Los periódicos de la localidad le alentaron con elogios, por ser aquellos sus primeros pasos en la pintura», según recoge Ossorio y Bernard en su Galería biográfica de artistas españoles del siglo XIX. En la exposición regional de 1867, obtuvo una mención honorífica por uno de sus países. A la de Zaragoza de 1868 concurrió con un paisaje y un cuadro de género, cuyo asunto constituía una labradora terminando un ramo y escuchando las palabras de su novio a la puerta de una alquería, en cuyo interior se ve a la madre, que se ha quedado dormida sentada a una silla.
También se dedicó a la pintura escénica, con decoraciones que representan El palacio de la riqueza, La mansión de la dicha y Un campo de mies, hechas todas ellas para la comedia de magia de Rafael María Liern titulada El laurel de plata, estrenada en Valencia en 1868; un Belem para la comedia La fiesta del hogar, y otras para Los polvos de la madre Celestina, La Abadía del Rosario, El salto del pasiego y algunas más. También salieron de su mano varios floreros y paisajes que llevó a la exposición que organizó el Liceo valenciano en 1875, y un retrato del escritor José de Orga para la sociedad Lo Rat Penat.
No solo pintó al óleo, sino también al fresco. Representó de esta forma pasajes y figuras bíblicas y otros asuntos de carácter religioso en la iglesia del Colegio Imperial de Niños Huérfanos de San Vicente Ferrer y en las de Carlet, Alfafar, Aldaya, Picasent, Luchente, Soneja, Almácera, San Nicolás y en la capilla de Nuestra Señora de los Desamparados, estas dos últimas en Valencia capital. También al fresco, pintó para casas particulares, como las del marqués de Campo, conde de Parcent, marqués de San Juan, Salvador González y Santiago García; en estos casos, no obstante, no se limitó a la pintura y exploró otras temáticas, incluidos asuntos históricos, mitológicos y puramente imaginativos.
Contrajo matrimonio con Josefa Pizcueta y Gallel. En los últimos años de vida, se dedicó a la pintura escenográfica. Falleció en Valencia el 6 de marzo de 1887, a los 61 años.